# Pony's Express
| Recensione | Giudizio |
| ---------- | -------- |
| AllMusic   | [ 1 ]    |

Pony's Express è il primo album discografico come solista del sassofonista jazz statunitense Pony Poindexter, pubblicato dalla casa discografica Epic Records nel 1962.

## Tracce
Lato A
1. Catin' Latin – 4:10 (Pony Poindexter) – Registrato il 10 maggio 1962 a New York
2. Salt Peanuts – 3:35 (Dizzy Gillespie, Kenny Clarke) – Registrato il 10 maggio 1962 a New York
3. Skylark – 3:40 (Johnny Mercer, Hoagy Carmichael) – Registrato il 18 aprile 1962 a New York
4. Struttin' with Some Barbecue – 5:28 (Lillian Hardin Armstrong) – Registrato il 10 maggio 1962 a New York
5. Blue – 5:26 (Gildo Mahones) – Registrato il 18 aprile 1962 a New York
6. "B" Frequency – 1:39 (Teo Macero) – Registrato il 16 febbraio 1962 a New York

Lato B
1. Mickey Mouse March – 3:02 (Jimmie Dodd) – Registrato il 18 aprile 1962 a New York
2. Basin Street Blues – 3:40 (Spencer Williams) – Registrato il 18 aprile 1962 a New York
3. Pony's Express – 2:16 (Pony Poindexter) – Registrato il 10 maggio 1962 a New York
4. Lanyop – 9:34 (Pony Poindexter) – Registrato il 16 febbraio 1962 a New York
5. Artistry in Rhythm – 2:14 (Stan Kenton) – Registrato il 10 maggio 1962 a New York

Edizione CD del 2007, pubblicato dalla Epic Records (88697112122)
1. Catin' Latin – 4:11 (Pony Poindexter)
2. Salt Peanuts – 3:35 (Dizzy Gillespie, Kenny Clarke)
3. Skylark – 3:40 (Johnny Mercer, Hoagy Carmichael)
4. Struttin' with Some Barbecue – 5:28 (Lil' Hardin Armstrong)
5. Blue – 5:27 (Gildo Mahones)
6. "B" Frequency – 1:39 (Teo Macero)
7. Mickey Mouse March – 3:03 (Jimmie Dodd)
8. Basin Street Blues – 3:40 (Spencer Williams)
9. Pony's Express – 2:16 (Pony Poindexter)
10. Lanyop – 9:36 (Pony Poindexter)
11. Artistry in Rhythm – 2:14 (Stan Kenton)
12. Lanyop – 9:05 (Pony Poindexter) – Bonus Track - Alternate Take

- Brano CD #12 (Lanyop, Alternate Take), registrato il 16 febbraio 1962 a New York

## Musicisti
Catin' Latin / Salt Peanuts / Struttin' with Some Barbecue / Pony's Express / Artistry in Rhythm
- Pony Poindexter - sassofono soprano, sassofono alto
- Gene Quill - sassofono alto
- Phil Woods - sassofono alto
- Dexter Gordon - sassofono tenore
- Billy Mitchell - sassofono tenore
- Pepper Adams - sassofono baritono
- Gildo Mahones - pianoforte
- Bill Yancey - contrabbasso
- Charli Persip - batteria
- Gene Kee - arrangiamenti

Skylark / Blue / Mickey Mouse March / Basin Street Blues
- Pony Poindexter - sassofono alto
- Sonny Red - sassofono alto
- Phil Woods - sassofono alto
- Clifford Jordan - sassofono tenore
- Sal Nestico - sassofono tenore
- Pepper Adams - sassofono baritono
- Tommy Flanagan - pianoforte
- Ron Carter - contrabbasso
- Charli Persip - batteria

B Frequency / Lanyop
- Pony Poindexter - sassofono soprano, sassofono alto
- Eric Dolphy - sassofono alto
- Sonny Red - sassofono alto
- Jimmy Heath - sassofono tenore
- Clifford Jordan - sassofono tenore
- Pepper Adams - sassofono baritono
- Gildo Mahones - pianoforte
- Ron Carter - contrabbasso
- Elvin Jones - batteria